# Технофилија
Технофилија (од грчког τεχνη - техне, „уметност, вештина, занат“ и φιλος - филос, „вољен, драг, пријатељ“) односи се генерално на снажно одушевљење технологијом, посебно новим технологијама као што су рачунари, интернет, мобилни телефони и кућни биоскоп. Термин се користи у социологији за испитивање интеракције појединца са друштвом и супротставља се технофобији.
На психодинамичком нивоу, технофилија генерише израз своје супротности, технофобије. Технофилија и технофобија су две крајности односа технологије и друштва. Технофил позитивно гледа на већину или на целокупну технологију, с одушевљењем усваја нове облике технологије, види је као средство за побољшање живота, а неки је могу сматрати и средством за борбу против друштвених проблема.
За разлику од технофоба, технофили се не плаше ефеката које технолошки напредак може да има на друштво. Технолошки детерминизам је теорија да човечанство тешко може да се одупре утицају који технологија има на друштво.

## Етимологија
Реч технофил је настала шездесетих година прошлог века као „неугодна реч коју су увели технофоби“. Идеја технофилије може се користити за фокусирање на ширу идеју о томе како технологија може створити снажна иновативна позитивна осећања о различитим технологијама. С друге стране, понекад технологија може спречити реалан поглед на животну средину и друштвени утицај када је реч о друштву. Технофили се не плаше ефеката које данашње развијене технологије имају на друштво, за разлику од технофоба.

## Нарцизам кроз технофилију
Многи облици технологије сматрају се часним јер их корисник доживљава као отелотворење сопственог нарцизма. Технофили уживају у коришћењу технологије и фокусирају се на егоцентричне предности технологије, уместо да виде потенцијалне проблеме повезане са пречестом употребом технологије. Појам зависности често је негативно повезан са технофилијом и описује технофиле који постају превише зависни од облика технологије које поседују.  Неколико ових технологија користи се као начин изражавања личног нарцизма. Људи који се сматрају технофилима уживају да користе технологију и фокусирају се на њене егоцентричне предности. Идеја о зависности често се негативно повезује са технофилијом, истичући само оне технофиле који су претерано и опсесивно везани за облике технологије које поседују.

## Технолошка утопија
Технофили могу на интеракцију технологије са друштвом гледати као на стварање утопије, сајбер или неке друге, и снажног неописивог футуристичког осећаја. „У утопијским причама, технологија се види као природни друштвени развој, побољшање свакодневног живота или као сила која ће трансформисати стварност на боље. Дистопијске реакције истичу страх од губитка контроле, постајања зависним и неспособности заустављања промена “. И утопијски и дистопијски токови уткани су у Врли нови свет Олдуса Хакслија (1932) и 1984 (1949) Џорџа Орвела.